# Oxystomina clavicauda
Oxystomina clavicauda är en rundmaskart som först beskrevs av Nikolai Nikolaievich Filipjev 1918.  Oxystomina clavicauda ingår i släktet Oxystomina och familjen Oxystominidae. Inga underarter finns listade i Catalogue of Life.